# خاسینتو بارکین
خاسینتو بارکین (اسپانیایی: Jacinto Barquín‎؛ زادهٔ ۳ سپتامبر ۱۹۱۵ - درگذشته نامشخص) بازیکن فوتبال اهل کوبا بود.
وی همچنین در تیم ملی فوتبال کوبا بازی کرده‌است.